# 디즈니-ABC 도메스틱 텔레비전
디즈니-ABC 도메스틱 텔레비전(영어: Disney–ABC Domestic Television)은 미국의 텔레비전 신디케이션 회사이다. 월트 디즈니 컴퍼니의 사업부인 디즈니 미디어 네트웍스의 가정 내 판매 및 콘텐츠 유통 회사이다. 콘텐츠 배포 책임에는 미국 내 TV 신디케이션, 미국 유료 TV, 인터넷 및 케이블 주문형 비디오 (VOD) 및 유료 시청이 포함된다.